# BMW R 27

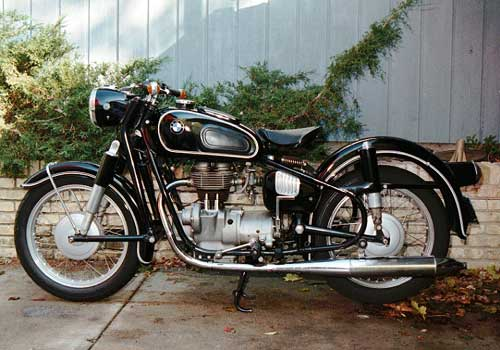
BMW R 27, Bj. 1964, hergestellt am 24. Juli 1963

Das Modell R 27 ist ein von 1960 bis 1966 von BMW hergestelltes Motorrad mit Einzylinder-Viertaktmotor und das letzte Baumuster der Einzylinder-BMWs mit Kardanantrieb.
Mit diesem Modell endete die Ära des bundesdeutschen Motorradbaus, in der ein Motorrad noch das Hauptfortbewegungsmittel war. Die aufkommende Konkurrenz preiswerter Autos einerseits und sportlicher japanischer Motorräder für die Freizeit andererseits ließ den Markt für diese Art aufwendig gebauter Motorräder in der damaligen Bundesrepublik Deutschland – anders als in der DDR – zu Ende gehen. Ihre besonderen Eigenschaften machten die BMWs wie die R 27 zu ausgezeichneten Reisemaschinen, mit denen sich ermüdungsarm lange Strecken zurücklegen ließen.
Siehe auch den Artikel zu den Vollschwingen-BMW.

## Vorgängerversion
Der Vorgänger der R 27 war die BMW R 26 mit 11 kW (15 PS), Kardanwellenantrieb und dem im Wesentlichen gleichen Rahmen mit Vorder- und Hinterradschwinge. Von der R 26 unterscheidet sich die R 27 durch den auf 13 kW (18 PS) erstarkten Viertaktmotor, der nicht mehr mit Steckachsen mit dem Rahmen verbunden war, sondern auf elastische Gummipuffer gesetzt wurde („Schwebemotor“).

## Konstruktionsmerkmale
Der Rahmen ist aus Stahlrohren geschweißt und wegen seiner großen Stabilität für den Beiwagenbetrieb geeignet. In seiner Bauart ist er dem der weit schnelleren Zweizylinder-BMW-Modelle fast gleichwertig, die jedoch oval gezogene – statt kreisrunde – Unterrohre haben.
Die R 27 hatten nie seitlich angebrachte Kugelköpfe für den Beiwagenbetrieb serienmäßig. Es wurde stets ein spezieller Hilfsrahmen benötigt. Der Seitenwagen S 250 von Steib ist ein passendes Beiwagenmodell. Der Beiwagenbetrieb erfordert eine spezielle Zahnradübersetzung des Kardanantriebes, die bei BMW bestellt werden konnte: Mit einer kürzeren Untersetzung verringert sich die Höchstgeschwindigkeit, aber die Zugkraft erhöht sich.
Die Schutzbleche und der Tank sind aus Stahlblech, Felgen und Naben aus Aluminium. Der Motorblock ist, wie die Zylinderköpfe und die Gehäuse von Getriebe und Hinterachsantrieb, aus Aluminiumguss. Während die Vormodelle, die BMW R 25/3 und die BMW R 26, lediglich Gummibuchsen zur Lagerung des Motors im Gehäuse für zwei Steckachsen hatten, ist die Antriebsaufhängung der R 27 aufwendiger gestaltet: Motor und Getriebe stehen auf je zwei Gummi-Metall-Elementen (Elastomerlagern). Der Motor hat am Zylinderkopf einen fünften Haltepunkt mit einem weiteren Gummi-Metall-Element. Somit ist die Motor-Getriebe-Einheit komplett in Gummi gelagert. Auch der Auspufftopf ist elastisch gelagert, um Vibrationen vom Rahmen abzuhalten. Mechanische Geräusche und Vibrationen von Motor und Getriebe werden nicht auf das Fahrwerk und den Fahrer übertragen. Dadurch wurde die R 27 zu einem für die damalige Zeit äußerst leisen und schwingungsarmen Motorradtyp. Diese Eigenschaft der Schwingungsarmut macht alle BMW nach diesem Bauprinzip zu beliebten Reisemaschinen.

### Motor
Der Motor ist wie bei den Vorgängermodellen BMW R 25/3 und BMW R 26 ein längs eingebauter Einzylinder-Viertaktmotor mit seitlich halbhoch gelagerter Nockenwelle und außen neben dem Grauguss-Zylinder in verchromten Rohren laufenden Stoßstangen. Diese betätigen die Kipphebel im Zylinderkopf, die ihrerseits die hängenden Ein- und Auslassventile steuern (OHV-Motor). Die Kipphebel sind wie der Kolbenbolzen in Bronzebuchsen gelagert, die Kurbelwelle in Kugellagern, das Pleuel in einem Rollenlager. Die Nockenwelle wird über eine im Ölbad laufende Simplexkette von der Kurbelwelle angetrieben. Die Ölpumpe, eine einfache Zahnradpumpe, befindet sich in der Ölwanne. Sie wird über einen Schneckentrieb (Untersetzung) von der Nockenwelle angetrieben.
Auf dem vorderen Kurbelwellenstumpf sitzt hinter dem Aluminiumdeckel die weitgehend wasserdicht gekapselte Lichtmaschine. BMW hatte bei der R 27 den Fliehkraftregler und den Unterbrecherkontakt der Zündung vor die Nockenwelle ausgelagert. Der Laderegler der 6-Volt-Gleichstrom-Lichtmaschine befindet sich unter dem Tank, der 6-Volt-Bleiakkumulator hinter einem Deckel an der linken Seite.
Auf dem hinteren Kurbelwellenstumpf sitzt die schwere Schwungscheibe, die im Schauloch die Zündeinstellmarkierungen zeigt. Die Schwungscheibe nimmt die Einscheibentrockenkupplung auf. Die Kupplung wird mit einem Axiallager über eine Druckstange betätigt, die durch die hohle Getriebehauptwelle verläuft.
Der Vergaser ist ein 26er Bing-Schiebervergaser mit Schwimmerkammer und Rundschieber mit konischer Düsennadel. Das Luftfilterelement befindet sich am rechten Seitendeckel. Bei den ersten Maschinen (bis Seriennummer 379580) wurde der gleiche waschbare, ölgetränkte Nassluftfilter verwendet wie bei der R 26, danach ein Trocken-Luftfilterelement, das mit Druckluft gereinigt werden kann, aber später ausgetauscht werden muss.
Durch die vergrößerten Kühlrippen des Zylinders und des Zylinderkopfes traten die Kühlprobleme, die bei den Vorgängern teilweise im Seitenwagenbetrieb beobachtet wurden, nicht mehr auf.

### Antrieb
Die R 27 hat wie die Vorgängermodelle ein fußgeschaltetes Vierganggetriebe mit Klauenschaltung, Leerlaufanzeige und Kickstarter. Ein bei den früheren BMW-Motorrädern oft zu findender zusätzlicher Handschalthebel war zuvor schon bei der R 25/3 entfallen. Der Antriebsstrang erfordert am Getriebeausgang wegen der beweglichen Schwinge ein winkelbewegliches und verschiebbares Gelenk. Dazu ist eine Scheibe aus einem Elastomer mit vier Löchern (Hardyscheibe) am Zweifingerflansch des Getriebes aufgeschoben, die das Drehmoment der Getriebeausgangswelle auf die Zapfen am Flansch der Kardanwelle überträgt. Eine Aluminiumkappe, die am Getriebe befestigt ist, umschließt die Hardyscheibe. Die Kardanwelle zum Hinterrad läuft trocken im Stahlrohr der rechten Hinterradschwinge, die am Ende das Aluminiumgehäuse des Winkelgetriebes mit Kegelradpaar für 90° Umlenkung aufnimmt.
Der gesamte Antriebsstrang ist gegen Verschmutzungen und Feuchtigkeit gekapselt und bis auf den selten erforderlichen Ölwechsel wartungsfrei, im Gegensatz zu den damals oft ungekapselten Kettenantrieben.

### Fahrwerk
Das Fahrgestell ist ein geschweißter Doppelrohrrahmen aus Stahl. Er entspricht, bis auf die geänderte Motorlagerung, dem der BMW R 26. Am Vorderrad dient eine geschobene Langarmschwinge mit zwei Federbeinen und Öldruckstoßdämpfern der Radführung. Das Hinterrad wird an einer Langschwinge geführt, ebenfalls an zwei Federbeinen mit integrierten Öldruckstoßdämpfern. Die hintere Federvorspannung kann auf den Betrieb mit Sozius in zwei Stufen umgestellt werden. Das Fahrwerk erwies sich gegenüber den Konkurrenzmodellen der damaligen Zeit bis zum Bauende als ebenbürtig. Eine Besonderheit ist die bis ins Detail vorbereitete Beiwagen-Betriebsmöglichkeit: Die vordere Langschwinge kann mit einer umsteckbaren Gewindestange zwecks leichter Lenkbarkeit im Gespannbetrieb auf kurzen Nachlauf umgestellt werden. Zwei zusätzliche Bolzenaugen unter dem Lenkkopf erlauben eine andere Position der vorderen Federbeine, die für eine größere Bodenfreiheit genutzt werden kann.
Diese Art der Vorderradführung wurde für den Beiwagenbetrieb bis heute, über fünfzig Jahre nach dem Erscheinen, nicht übertroffen. Auch Umbauten moderner, weitaus stärkerer Motorräder für den Gespannbetrieb haben geschobene Langschwingen.
Für den Betrieb als Solo-Motorrad hingegen wurde an der vorderen Langschwinge immer kritisiert, dass man hohe Massen um die Lenkachse bewegt, was eine verringerte Handlichkeit zur Folge hat. Die Nachfolger der großen Modelle hatten statt der vorderen Schwinge dann wieder eine Teleskopgabel – und auch die Exportmodelle der „Vollschwingen-BMW“ für die USA hatten seit 1965, gleichzeitig mit dem Ende der R 27, eine Teleskopgabel. Mit einer verbesserten Version dieser Vorderradführung wurden dann die Nachfolgemodelle für alle Märkte ausgestattet. Daher gab BMW diese Modelle (die USA-Maschinen ab 1965 und die „/5er“-Serie ab 1969) nicht mehr zum Gespannbetrieb frei.

## Fertigungsende
Die BMW R 27 wurde in einer für die deutsche Motorradbranche schwierigen Zeit produziert. Die Motorradhersteller suchten ihr Heil in Kleinkrafträdern oder gänzlich anderen Produkten. Gleichzeitig drängten, zunächst oftmals unterschätzt, japanische Hersteller auf den deutschen Markt, zuerst Honda. Dies führte zu Änderungen des Marktes. Das Motorrad entwickelte sich vom reinen Transportmittel zum Hobbyfahrzeug, das zusätzlich zu Autos betrieben wurde. Am Stichtag 1. Januar 1965 waren in der Bundesrepublik Deutschland noch etwa 29.000 Motorräder angemeldet, davon bereits etwa fünf Prozent Hondas. Damals stand die R 27 der Honda CB 250 mit 22 PS (16 kW) und der Yamaha YDS-2 mit 24 PS (18 kW) stärkeren Motorrädern mit sportlichem Image gegenüber. Die Herstellung der R 27 war nicht wesentlich billiger als die der Zweizylinder-Boxermaschinen.
Für die R 27 gab es daher bei BMW keinen Nachfolger. Eine geplante Neuerung namens R 28 (mit Teleskopgabel der späteren BMW-/5er-Reihe) wurde vor Markteinführung gestoppt und die R 27 noch etwa drei Jahre weitergebaut, bis die /5er-Serie der Zweizylinder erschien und BMW-Vollschwingenmotorräder vom Markt verschwanden.
Von 1960 bis 1966 wurden insgesamt 15.364 Einheiten gefertigt (Seriennummern 372001–387364).
Kostete die BMW R 27 zur Markteinführung 1960 noch 2330 Mark, belief sich der offizielle letzte Verkaufspreis 1966 auf 2670 Mark.

## BMW als Behördenmotorrad
Das Modell R 27 wurde auch für die Bundeswehr in Bundeswehr-Standardlackierung, beim Deutschen Roten Kreuz in elfenbeinfarbener Lackierung und bei den Polizeibehörden in Polizei-Grün (RAL 6009 Tannengrün) beschafft und zumeist zu Ausbildungszwecken verwendet.

## Sonstiges
Die Ambivalenz von BMW in jener Zeit und die Suche nach vermarktbaren Fahrzeuglösungen erkennt man auch an der Verwendung dieses gleichen Einzylinder-Motortyps im Kleinwagen BMW Isetta. In der Isetta ist der Motor lediglich um eine Gebläseluftkühlung und einen Startergenerator („Dynastart“) ergänzt, das heißt Lichtmaschine und Elektrostarter sind in einer Maschine vereint. Leistungshungrige Einzylinder-Motorrad-Besitzer nutzten Motorenbauteile der 300er Isetta (Kurbelwelle, Kolben und Zylinder), um ihren R 26 und R 27 zu ein wenig mehr Hubraum und Leistung zu verhelfen. Auch ganze Isetta-Motoren samt Gebläsekühlung und Elektrostarter fanden vereinzelt den Weg in den Motorradrahmen: Möglichkeiten des Baukastenprinzips und der ambitionierten Bastelei. Wer zu jener Zeit Motorrad fuhr, erledigte in aller Regel auch sämtliche Reparaturen und Wartungsarbeiten selbst.
Die Bauzeit der BMW R 27 fiel in die 1960er-Jahre und damit in den großen Abschwung des deutschen Motorradmarktes. Sie war das letzte BMW-Einzylindermodell vor Erscheinen der gemeinsam von BMW und Aprilia konzipierten und in Italien gefertigten Enduro BMW F 650 zu Beginn der 1990er-Jahre.

## Technische Daten der R 27
- Vollschwingenrahmen mit Aufhängung der Motor-Getriebeeinheit in Elastomerlagern

| Bauart                   | Einzylinder mit Kardan    |
| Motor                    | Viertakter OHV            |
| Getriebe                 | Viergang-Fußschaltung     |
| Bauzeit                  | 1960–1966                 |
| Stückzahl                | 15.364                    |
| Bohrung (mm)             | 68                        |
| Hub (mm)                 | 68                        |
| Hubraum (cm³)            | 247                       |
| Leistung (kW/PS)         | 13 / 18 bei 7400/min      |
| Verbrauch ca. (l/100 km) | 3,9                       |
| Vmax (km/h)              | 130 / mit Seitenwagen 90  |
| Leergewicht (kg)         | 162                       |
| Gesamtgewicht (kg)       | 325 / mit Seitenwagen 480 |
| Tankinhalt (l)           | 15                        |

Quellen: FichasMotor